# Jezioro Dobropolskie
Jezioro Dobropolskie este o arie protejată (sit de importanță comunitară — SCI) din Polonia întinsă pe o suprafață de 397,87 ha, integral pe uscat.

## Localizare
Centrul sitului Jezioro Dobropolskie este situat la coordonatele 52°57′00″N 14°43′47″E / 52.95°N 14.7296°E.

## Înființare
Situl Jezioro Dobropolskie a fost declarat sit de importanță comunitară în aprilie 2012 pentru a proteja 1 specie de animale.

## Biodiversitate
Situată în ecoregiunea continentală, aria protejată conține 7 habitate naturale: Lacuri eutrofice naturale cu vegetație de tip Magnopotamion sau Hydrocharition, Pajiști uscate seminaturale și facies de acoperire cu tufișuri pe substraturi calcaroase (Festuco-Brometalia) (* situri importante pentru orhidee), Fânețe de joasă altitudine (Alopecurus pratensis, Sanguisorba officinalis), Păduri de fag Asperulo-Fagetum, Păduri de stejar sau de stejar și carpen sub-atlantice și medio-europene de Carpinion betuli, Păduri aluvionare cu Alnus glutinosa și Fraxinus excelsior (Alno-Padion, Alnion incanae, Salicion albae), Păduri mixte riverane de Quercus robur, Ulmus laevis și Ulmus minor, Fraxinus excelsior sau Fraxinus angustifolia, de-a lungul marilor râuri (Ulmenion minoris).
La baza desemnării sitului se află o specie protejată de  amfibieni: buhai de baltă cu burta roșie (Bombina bombina).